# エルトムーテ・ゾフィー・フォン・ディースカウ
エルトムーテ・ゾフィー・フォン・ディースカウ（Erdmuthe Sophie von Dieskau, 1698年2月25日 - 1767年4月23日）は、ポーランドとザクセンの統治者アウグスト強王の妾の1人に数えられる女性。王との関係は短期間で終わった。

## 生涯
マイセン辺境伯に代々仕えてきた貴族ディースカウ家出身。ザクセン選帝侯領の枢密顧問官で地主のガイスラー・フォン・ディースカウと、その妻エルトムーテ・ドロテーア・フォン・エンデの間の娘。家族の所有するツシェップリン荘園で育ち、幼い頃から美貌と優雅さで評判だった。野心家の母は娘の出世を願って奔走し、エルトムーテを選帝侯夫人の宮廷の侍女に加えることに成功した。
1719年5月12日、ライプツィヒで催された復活祭ミサにおいて、エルトムーテは母の根回しのおかげで初めてアウグスト強王の面前に立った。王はディースカウ家の思惑通り彼女を気に入って新しい妾に選び、それまでの妾だったルボミルスカ公爵夫人は退けられた。ところが王はまもなくエルトムーテの知性のなさに幻滅し、彼女への関心を失う。1720年には2人の肉体関係は終わった。
人情深いアウグスト強王は自分のお手付きとなったエルトムーテに相応しい良縁を与えた。1721年4月28日、彼女は後に宮内長官や大使を歴任する有望な枢密顧問官ヨハン・アドルフ・フォン・ロスに嫁いだ。夫妻はヒルシュシュタイン城やパレ・ロスで暮らし、1741年には伯爵位を授けられた。